# Gordon Tullock
Gordon Tullock (Rockford, 13 febbraio 1922 – Des Moines, 3 novembre 2014) è stato un economista statunitense.
È stato professore di Economia e Legge alla George Mason University presso Arlington.
Nato a Rockford, Illinois, Tullock conseguì il suo J.D. (Juris Doctor) dall'Università di Chicago nel 1947 e un Ph.D. honoris causa sempre dall'università di Chicago nel 1994. È stato nominato Distinguished Fellow della American Economic Association (1998). Tullock durante la sua carriera accademica ha pubblicato più di 150 paper ed è l'autore di più di 23 libri, tra i quali spiccano The Politics of Bureaucracy (1965), Private Wants, Public Means (1970), The Logic of the Law (1971), The Vote Motive (1976; 2006), Autocracy (1987), Rent Seeking (1993), The Economics of Non-Human Societies (1994), La scelta federale. Argomenti e proposte per una nuova organizzazione dello Stato (1996), On Voting: A Public Choice Approach (1998).
È celebre inoltre per il libro scritto insieme al premio nobel per l'Economia James M. Buchanan Il calcolo del consenso. Fondamenti logici della democrazia costituzionale, considerato come uno dei classici che fondarono la Teoria della scelta pubblica. Nel 1967 identificò il fenomeno del rent-seeking. Le “Ipotesi di Tullock, le Leggi di Tullock e i Paradossi di Tullock hanno contribuito notevolmente allo sviluppo della Teoria della scelta pubblica e hanno aperto nuovi orizzonti alla Scienza Economica e alla Sociobiologia
Nel 1996 Tullock diventò il primo direttore della rivista specializzata in pubblicazioni economiche Non-Market Decision Making, in seguito denominata Public Choice. Ha anche ricoperto l'incarico di presidente della Southern Economic Association, della Western Economic Association e della Public Choice Society. Nel 1996 è stato eletto nella Hall of Fame della American Political Science Review.